# 佐佐木秀司
佐佐木秀司（日语：／ Sasaki Hideji，1880年—1934年11月14日）是日本内务省和警察官僚、实业家、立憲政友會系官选香川县知事。

## 经历
佐佐木秀司出生于福岛县，是佐佐木和二的次子。高中毕业于第二高等学校，1907年毕业于东京帝国大学法科大学法学部（德国法学）。同年11月通过高等文官行政科考试，进入内务省，并成为省内警视厅的警部。
此后历任警视厅警视、四谷警察署署长、栃木县事务官、石川县警察部部长、群马县警察部部长、新潟县警察部部长、山形县内政部部长、神奈川县内务部部长等职务。
1922年6月就任香川县知事。在其任内，县的行政上带有强烈的立宪政友会色彩。1923年10月暂时停职，同年11月6日自愿辞去知事职务。
之后，佐佐木秀司转向商界，历任安田保善社参事、共济生命保险常务董事、安田生命保险株式会社常务董事。

## 著作
- 鳩山一郎共著『警務練習新書』警察学会、1908年。
- 合編『栃木県会沿革史』栃木県、1911年。

## 脚注
1. 1 2 3  『日本人名大辞典』855頁。
2. 1 2 3 4 5  『新編日本の歴代知事』898頁。
3. 1 2  『日本官僚制総合事典：1868 - 2000』189頁。
4. ↑  『官報』第3364号、大正12年11月8日。